# Scatopsciara philosopha
Scatopsciara philosopha är en tvåvingeart som beskrevs av Hans-Georg Rudzinski 2004. Scatopsciara philosopha ingår i släktet Scatopsciara och familjen sorgmyggor.
Artens utbredningsområde är Taiwan. Inga underarter finns listade i Catalogue of Life.